# Saltos ornamentais nos Jogos Pan-Americanos de 1959
As competições de saltos ornamentais nos Jogos Pan-Americanos de 1959 foram realizadas em Chicago, Estados Unidos. Esta foi a terceira edição do esporte nos Jogos Pan-Americanos. 

## Masculino

### Trampolim de 3 metros
| POSIÇÃO | ATLETA               |
| ------- | -------------------- |
|         | Gary Tobian (USA)    |
|         | Sam Hall (USA)       |
|         | Robert Webster (USA) |

### Plataforma de 10 metros
| POSIÇÃO | ATLETA               |
| ------- | -------------------- |
|         | Alvaro Gaxiola (MEX) |
|         | Donald Harper (USA)  |
|         | Juan Botella (MEX)   |

## Feminino

### Trampolim de 3 metros
| POSIÇÃO | ATLETA                    |
| ------- | ------------------------- |
|         | Paula Jean Pope (USA)     |
|         | Jean Lenzi (USA)          |
|         | Barbara Sue Gilders (USA) |

### Plataforma de 10 metros
| POSIÇÃO | ATLETA                  |
| ------- | ----------------------- |
|         | Paula Jean Pope (USA)   |
|         | Juno Stover-Irwin (USA) |
|         | Tahiea Sparling (USA)   |

## Quadro de medalhas
| Posição | Nação              |   |   |   | Total |
| ------- | ------------------ | - | - | - | ----- |
| 1       | USA Estados Unidos | 3 | 4 | 3 | 10    |
| 2       | MEX México         | 1 | 0 | 1 | 2     |
| Total   | Total              | 4 | 4 | 4 | 12    |